# Manoir de la Boulaye
Le manoir de la Boulaye est un édifice de la commune des Iffs, dans le département d’Ille-et-Vilaine en région Bretagne. 

## Localisation
Il se trouve au nord du centre du département et au nord du bourg des Iffs, le long de la route de Tinténiac (C6). 

## Historique
Le manoir date de 1554. 
Il est inscrit au titre des monuments historiques depuis le 4 décembre 1968.